# Tournon-d'Agenais
Tournon-d'Agenais è un comune francese di 817 abitanti situato nel dipartimento del Lot e Garonna nella regione della Nuova Aquitania.

## Società

### Evoluzione demografica
Abitanti censiti